# Lilia Arutiunian
Lilia Arutiunian, także Arutyunian (Арутюнян), Andronov (Андронова), j.pol. Lilia Harutyunyan (ur. 18 lutego 1930 r. w Białoruskiej SRR) – logopeda, prof. Uniwersytetu Moskiewskiego, na Wydziale Defektologii.
Po przeszło 40 latach pracy naukowej i praktyki terapeutycznej opracowała metodę Trwałej Normalizacji Mowy, służącą do terapii jąkania.